# Konrad Bingold
Konrad Bingold (* 27. Juli 1886 in Nürnberg; † 5. April 1955) war ein deutscher Internist und Hochschullehrer in München.

## Leben
Bingold war Sohn eines Kaufmanns aus Nürnberg. Er besuchte das Realgymnasium und studierte Medizin an der Universität München, wo er Mitglied des Corps Makaria wurde. Nach dem medizinischen Staatsexamen absolvierte er das praktische Jahr an der Charité in Berlin. Anfang 1914 kam er an die Medizinische Abteilung des Krankenhauses in Hamburg-Eppendorf, wo er gemeinsam mit seinem Lehrer Hugo Schottmüller 1924 die Sepsis-Monographie im Handbuch der Inneren Medizin erarbeitete. 1920 habilitierte er sich an der neugegründeten Hamburger Universität. 1926 wurde er außerordentlicher Professor.
Im Juni 1929 ging Bingold als Vorstand der I. Medizinischen Klinik des Städtischen Krankenhauses zurück in seine Heimatstadt Nürnberg. Wegen seiner zwar evangelisch getauften, nach nationalsozialistischer Bewertung aber „nichtarischen“ Ehefrau wurde er 1936 entlassen und eröffnete eine eigene Praxis. Auch einen Ruf auf einen Lehrstuhl in Prag konnte er deswegen nicht annehmen. Trotzdem setzte er neben seiner ärztlichen Praxis seine wissenschaftlichen Forschungen fort. Nach dem Zusammenbruch des NS-Regimes 1945 wurde er Direktor des Städtischen Krankenhauses in Nürnberg. Berufungen auf Lehrstühle in Würzburg und Berlin lehnte er 1946 ab. 1947 folgte er einem Ruf als Direktor der I. Medizinischen Klinik der Universität München und Ordinarius für Innere Medizin ebenda.

## Veröffentlichungen (Auswahl)
- mit Walther Stich: Diagnose und Therapie der Hämoglobinstoffwechselstörungen. In: Münchener Medizinische Wochenschrift. Band 95, Nr. 1, 2. Januar 1953, S. 76–79.